# Benoît Chassériau
Benoît Chassériau (o Benito Chassériau o Chasserieux) (La Rochelle, 19 de agosto de 1780-Puerto Rico, 27 de septiembre de 1844) fue Cónsul General de Francia en Puerto Rico, espía francés y Ministro de la Policía del Estado Libre de Cartagena. Francés y colombiano, participó en la guerra de Independencia de la Nueva Granada (Colombia).

## Biografía
Entre 1798 y 1801 fue Contador de finanzas de dos provincias del Alto Egipto bajo el mando del general François-Étienne Damas y luego bajo el mando del general Agustín-Daniel Belliard. Entre 1802 y 1807 fue Tesorero y Secretario general de la colonia francesa de Santo Domingo, en la parte oriental cedida a Francia por el Tratado de Basilea. Fue exiliado francés ante la imposibilidad de volver a Francia por la Guerra. Chassériau fue nombrado en 1813 por Simón Bolívar, Ministro de la alta Policía de Cartagena de Indias.
Benoît Chassériau como comandante tomó una parte muy activa en la primera expedición dirigida por el independiente contra Portobelo (Panamá) y Santa Marta. Salió de Cartagena, con 460 hombres a bordo de 8 goletas del corsario Renato Beluche, para atacar Portobelo (Panamá) el 16 de enero de 1814.Esta expedición fue un fracaso y fue rechazado por los realistas españoles controlados por Joaquín Rodríguez Valcárcel Gobernador. En 1814 fue naturalizado ciudadano del Estado Libre de Cartagena por el presidente Manuel Rodríguez Torices  En 1822 regreso a Francia, y Chassériau fue el representante del palco masónico de La Guajira en el Gran Oriente de Francia. La pertenencia a una logia era más un signo de adhesión a principios filosóficos o religiosos en un objetivo revolucionario por la libertad y contra España. Entre 1822 y 1825  fue agente comercial del gobierno francés en Gran Colombia enviado por el ministro de Asuntos Exteriores François-René de Chateaubriand François-René de Chateaubriand entonces Ministro de Relaciones Exteriores le confió dos misiones informales desde 1823 hasta 1824. La primera misión era garantizar las disposiciones del Gobierno de Colombia con España por la mediación de Francia. La segunda misión era facilitar las relaciones comerciales entre el nuevo Estado de Colombia, Francia y sus colonias en el Caribe, principalmente Martinica.
Benoît Chassériau proporcionaba información importante sobre la situación de la colonia española, la opinión y la tendencia de la población. Benoit Chassériau siquiera fue considerado como un espía de España, mientras que el espiaba probablemente en nombre del Gobierno francés. Entre 1826 y 1830  fue empleado por el Departamento de la Marina, como agente a la isla danesa de Santo Tomás Para 1832 hasta 1833 fue Vicecónsul en Santo Tomás Entre 1835 y 1839 designado Cónsul Honorario acreditada en Puerto Rico Entre 1840 y 1844 se desempeñó como Cónsul de segunda y primera clase en Puerto Rico. Chassériau murió en Puerto Rico el 27 de septiembre de 1844.

## El amigo francés de Simón Bolívar
Benoît Chassériau mantuvo durante muchos años una relación de amistad con Simón Bolívar que le llamaba en su correspondencia su amigo francés.
- Benoît Chassériau fue quien indirectamente salvó la vida a Simón Bolívar el 10 de diciembre de 1815 en Kingston.

En efecto lo convidó a buscar otro alojamiento y le dio el dinero para conseguirlo. Así salió el Libertador de la habitación de su edecán José Antonio Páez en la que dormía desde hacía varias noches y la cual dependía de la casa de huéspedes de Rafael Pisce, en la esquina que forman las calles Prince y White. 
La misma noche, el servidor Pío que estaba al servicio de Bolívar, y pasado luego al de Páez, hundió su puñal asesino en el cuello del capitán Félix Amestoy, pensando que era el Libertador quien dormía allí.··
- 1816 - Financiero de Bolívar para la expedición de los Cayos

En 1816 para ayudar a Simón Bolívar y financiar su expedición de los Cayos en la parte suroeste de Haití, Chassériau formó un consorcio con Jean Pavageau, Michael Scott, George Robertson, S. Campbell y Maxwell Hyslop.
Benoît Chassériau prestó por su parte la suma de 404 pesos a Simón Bolívar. Para expresar su gratitud, Bolívar pidió en 1827 la devolución del préstamo mediante el aumento de interés del 6% anual desde el 1 de enero de 1816.

## Familia
Benoît Chassériau fue el menor de los dieciocho hijos de Jean Chassériau, comerciante y armador, asesor permanente de la ciudad de La Rochelle.
Se casó en 1806 con María Magdalena Couret la Blaquière en Santa Bárbara de Samaná, hija de un rico terrateniente francés mulato de Santo Domingo y tuvieron cinco hijos entre los que destacan Frédéric Charles Victor Chassériau, historiador y Consejero de estado francés, y el famoso pintor romántico Théodore Chassériau (1819-1856).

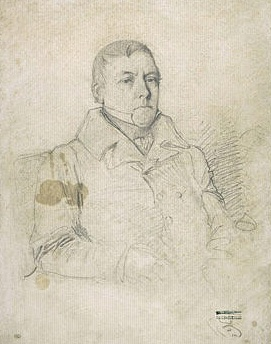
Retrato de Benoit Chassériau por su hijo Théodore Chassériau – Museo del Louvre, París.

## Distinción honorífica
- Caballero de la Legión de honor
- Caballero de la Orden de Dannebrog
- Caballero de la Orden de Isabel la Católica
- Miembro de la Société royale des antiquaires du Nord, en Copenhague